# Herz-Jesu-Denkmal (Dettelbach)

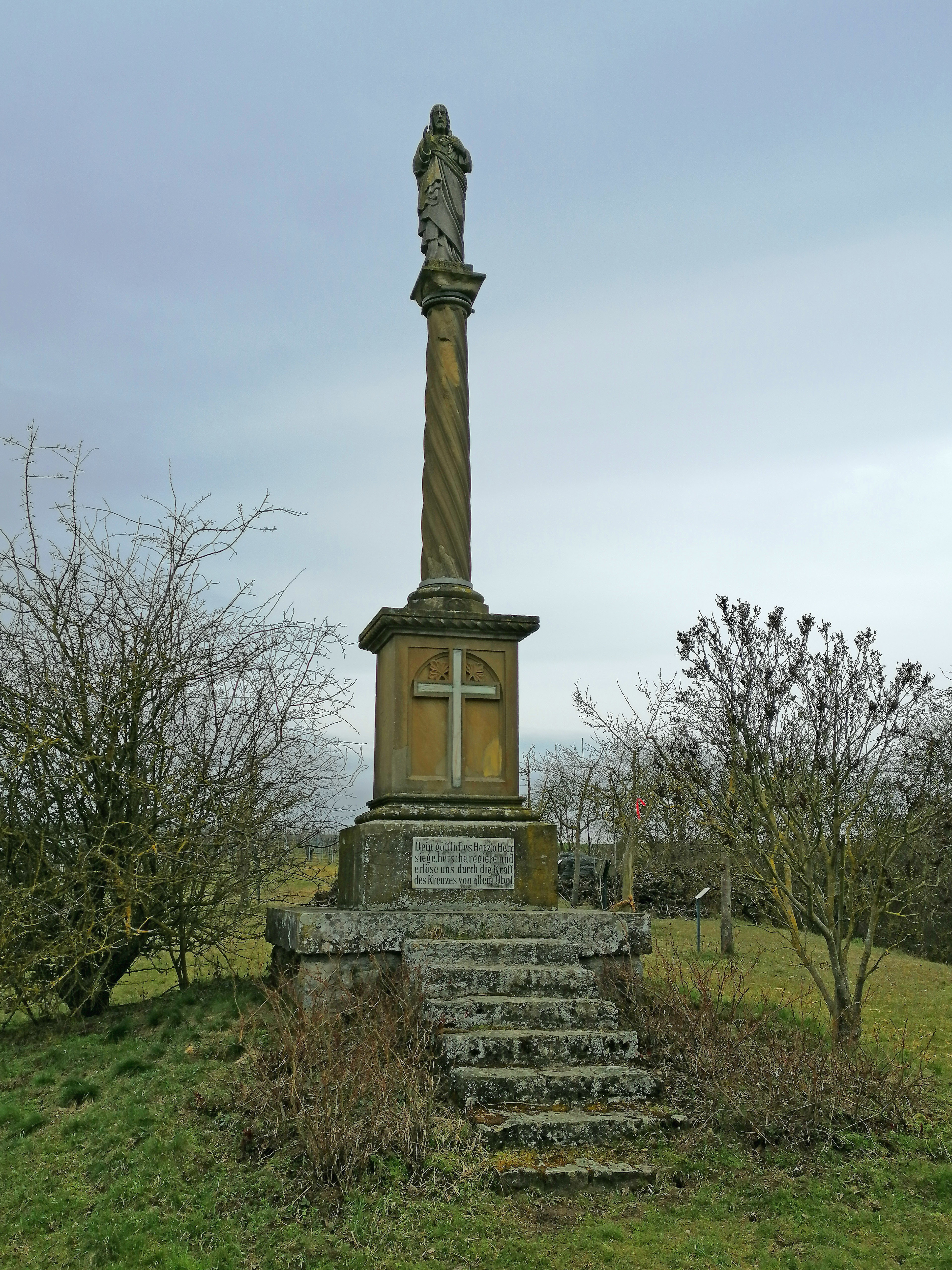
Das Herz-Jesu-Denkmal oberhalb Dettelbachs

Das Herz-Jesu-Denkmal (auch Jahrhundertwende-Denkmal) ist eine denkmalgeschützte Christusfigur auf einer Anhöhe im Westen der Dettelbacher Kernstadt. Das Denkmal in der Flurlage „Hecke“ ist Namensgeber für den Berg, die „Herz-Jesu-Höhe“.

## Geschichte
Das Herz-Jesu-Denkmal geht auf eine Pilgerreise des Dettelbacher Stadtpfarrers Konrad Lippert zurück. Lippert besuchte im Jahr 1900 Jerusalem und brachte von dort einen Kreuzpartikel nach Franken zurück. Nach seiner Rückkehr startete er einen Spendenaufruf, um einen geeigneten Ort für den Partikel zu finden. Schnell entstand der Plan, ein Denkmal für Jesus auf einem der Hügel um die Stadt zu errichten. Als Standort wählte man die ehemalige Poststraße ganz im Westen der Altstadt.
Am 16. Juni 1901 konnte das Denkmal mit einer feierlichen Prozession eingeweiht werden. Den Mittelpunkt der Anlage, eine Statue des segnenden Jesus auf einer Säule, schuf die Würzburger Firma Gebrüder Feile. Noch im gleichen Jahr wurde eine Grünanlage um die Figur angelegt, die in den folgenden Jahrzehnten immer wieder Veränderungen ausgesetzt war. Der im Sandsteinsockel eingelassene Kreuzpartikel wurde schnell entwendet. In der Nachkriegszeit verfiel die Anlage und wurde erst 1991 von der Kolping-Familie renoviert. Sie ist heute beliebter Anlaufpunkt von Flurprozessionen.

## Beschreibung
Das Denkmal präsentiert sich als Säule, auf der eine Christusstatue aufgestellt wurde. Der Unterbau wurde unterhalb eines Sandsteinsockels gearbeitet. Der Sockel wird in Richtung der Stadt von einem Kreuzrelief beherrscht, in dem ursprünglich der Kreuzpartikel untergebracht war. Die Säule hat eine Höhe von etwa 4 Metern. Den Abschluss bildet die Statue des segnenden Jesus, die aus französischem Kalkstein entstand. Die Statue musste in den 1950er Jahren ausgetauscht werden.
Auf der Rückseite des Sockels findet sich eine Inschrift, die an die Aufrichtung der Säule erinnert und dem Denkmal den Spitznamen „Jahrhundertwende-Denkmal“ einbrachte. Sie lautet: „Zur Säkularwende 1900/-1901 dem gekreuzigten Gottessohne Jesus Christus in bekannten treuen Glauben und dankbarer Liebe geweiht von der Stadt Dettelbach“. Die Inschrift auf der Vorderseite lautet: „Dein göttliches Herz o. Herr siege, herrsche, regiere und erlöse uns durch die Kraft des Kreuzes von allem Übel.“